# Ioana Gheorghe
Ioana Gheorghe (29 de abril de 1997) es una deportista rumana que compite en bobsleigh. Ganó una medalla de plata en el Campeonato Europeo de Bobsleigh de 2020, en la prueba doble.

## Palmarés internacional
| Campeonato Europeo | Campeonato Europeo | Campeonato Europeo | Campeonato Europeo |
| Año                | Lugar              | Medalla            | Prueba             |
| ------------------ | ------------------ | ------------------ | ------------------ |
| 2020               | Sigulda (Letonia)  | Medalla de plata   | Doble              |